# Neudorf-Bornstein
Neudorf-Bornstein är en kommun med byarna Bornstein och Neudorf i Kreis Rendsburg-Eckernförde i förbundslandet Schleswig-Holstein i Tyskland.
Kommunen ingår i kommunalförbundet Amt Dänischer Wohld tillsammans med ytterligare sju kommuner.